# Габрц
Габрц (словен. Gabrc) — поселення в общині Светий Юрій-об-Щавниці, Помурський регіон, Словенія. Висота над рівнем моря: 281,6 м.